# Розета Кутоло
Доменика Роза Кутоло (итал. Domenica Rosa Cutolo; Отавијано, 1.јануар 1937 — Отавијано, 14. октобар 2023), познатија као Розета Кутоло, била једна од италијанских мафијашица.
Старија сестра камориста Рафаела Кутола и Пасквала Кутола, сматра се да је била главни представник мафијашке организације Nuova Camorra Organizzata будући да је, током дугог заточеништва брата, предводила клан бавећи се приходима. Розета Кутоло се није никад удавала и до смрти је живела  у Отавијану, у Италији.

## Биографија

### Почетак криминалне каријере
Живела је дуг временски период сигурна и заштићена од стране управитеља двора Франческа Виолента у палати Медићео, у Отавијану, згради из XVI века са 50 соба и једним великим парком. У овој палати, Розета је сабирала изнуде и постарала се да породица затвореника учествује у тим изнудама законито и економски. Другим речима, имала је неку подробну листу припадника сачувану у шупљини у зиду палате и сакривену испод једне слике. Водећи се планом Рафаела Кутола, кад буду били слободни, чланови би послали jедан цвет Розети или новчану понуду. Она би се постарала да искористи те изворе да би створила поверење међу осталим припадницима. 

### Период бекства од правде
Оптужена у многим процесима, 12. септембра 1981, избегла је хапшење када је полиција упала у палату у Отавијану на самом врхунцу деловања коморе. Осим Розете, ту је било и још припадника мафијашке организације и један припадник демократске хришћанске странке у Отавијану. Полиција је запленила велики део докумената и мапа које су приказивале поделу Напуља по зонама у којима је клан имао утицаја. Од тог тренутка, Розета је започела дуг период сакривања уз помоћ Ђузепеа Романа, породичног свештеника коме су се исповедали и остали чланови каморе. Више пута је избегла заточеништво, као 1990. године када је  побегла из једног манастира, мало пре него што је на препад дошла полиција. Дана 8.фебруара 1993.године, након неколико покушаја који су захтевали тајне подухвате, предала се полицији и одслужила 9 година и 7 месеци због повезаности са мафијом. Међутим, након 6 година се вратила у Отавијану, где и дан данас живи.

### Интервју за недељни лист Еспресо
Једно истраживање Клаудија Папајанија, објављено у недељном листу Еспресо 2009, показало је очигледне односе између председника провинције Напуља Луиђи Чезара и мафијашке организације. Луиђи је признао да је током осамдесетих година тражио заштиту од Розете да би могао да побегне сталним изнудама. 
Розета Кутоло је умрла 14. октобра 2023. у 86. години.

## Занимљивости
- Розета је дала само један интервју, и то новинару Ђузепеу Марацу.
- У филму Il camorrista, лик Розарије је јасно повезан са Розетом.

- Године 1999. заједно са осталим кажњеницима затвора Солићано, изнела је на сцену Филумена Мартурано, тумачећи улогу протагонисте. [5]